# 松原地蔵尊
松原 地蔵尊（まつばら じぞうそん、 本名：重造、 明治30年（1897年）10月10日 - 昭和48年（1973年）10月7日）は、日本の俳人。

## 来歴
富山県氷見郡阿尾村（現・氷見市）阿尾生まれ。学生時代からホトトギスに投句し、1917年樺太庁中学校卒業。1920年小樽高等商業学校（現・小樽商科大学）卒業。1923年東京商科大学（現・一橋大学）卒業。
新興俳句運動の俳人として活動した。また、小池銀行営業部長、小池証券取締役、山一証券大阪支店長、山一証券取締役、山一証券監査役幹事長、小柳証券参与等を歴任した。